# Jiří Ruda
Jiří Ruda (* 8. September 1877 in Rozdělov; † 28. Januar 1955 in Kladno), eigentlich František Náprstek, war ein tschechischer Poet, Schriftsteller, Publizist, Pädagoge und Lehrer.

## Namen
Der eigentliche Name von Ruda war František Náprstek. Neben dem am häufigsten verwendeten Pseudonym Jiří Ruda verwendete Náprstek auch die Pseudonyme Martin Věžnar, Antonín Marek, Jan z Lubna, Josef Horáček und Skok. Die Nationalbibliothek der Tschechischen Republik führt ihn unter dem Hauptstichwort Jiří Ruda.

## Leben
Nachdem Ruda das Lehrerinstitut in Prag absolviert hatte, war er auf verschiedenen Volksschulen als Lehrer tätig, unter anderem in Kladno, Rozdělov und in Beroun. Er hat 1919 die sozialdemokratisch orientierte Freie sozialistische Schule der Arbeit (Volná socialistická škola práce) in Kladno mitbegründet, mit der er eine Bildungsreform anstrebte, und gehörte dort zu den ersten Lehrern. Nach der Gründung der Tschechoslowakei war er 1918–1920 als Sekretär des Nationalausschusses des Bezirks Kladno und Vorsitzender der Bezirksverwaltungskommission in Kladno tätig.
Neben pädagogischer Literatur verfasste Ruda einige Gedichtssammlungen und Prosastücke.

## Werke
Jiří Ruda:
- Báseň o Kladně, Eigenverlag, Kladno 1946
- Hořící hřbitov, Okresní odborová rada, Beroun 1934
- Farská historie, J. Šnajdr, Kladno 1919
- Katastrofy, A. Reis, Královský Vyšehrad 1910
- Krvavé Boží tělo na Kladně v r. 1889, Eigenverlag, Kladno 1945

František Náprstek (Fachliteratur):
- Chceme socialistické školství v Československé republice!, Stanislav Klika, [Praha] 1921
- O českém učitelstvu, Čas. Svoboda, Kladno 1918
- Psychologie a život, Ústř. knihk. učitel. čsl. Jos. Rašín, Praha 1920

## Quelle
- Ruda, Jiří, 1877-1955, Lebenslaufeintrag der Mittelböhmischen wissenschaftlichen Bibliothek Kladno (Středočeská vědecká knihovna v Kladně), online auf: svk7.svkkl.cz/...